# Jorge Fabra Utray
Jorge Fabra Utray (Madrid, 1949) es licenciado en economía por la Universidad Complutense de Madrid (1972) y doctor en Derecho por la Universidad Carlos III de Madrid (2003).
En la actualidad es presidente de Economistas Frente a la Crisis (EFC) y miembro del Instituto Pascual Madoz de Urbanismo y Medio Ambiente de la Universidad Carlos III de Madrid, así como patrono de la Fundación ESTUDIO.
Fabra Utray cuenta con una dilatada trayectoria profesional vinculada al ámbito de la energía. Así, entre 2005 y 2011 fue vocal-consejero de la Comisión Nacional de la Energía. También ha sido miembro del Consejo Asesor para el estudio de Prospectiva Energética en España horizonte 2030 del Ministerio de Industria Turismo y Comercio (2006-2007) y presidente de Red Eléctrica de España (1988-1997).
Previamente Fabra Utray fue delegado del Gobierno en la Explotación del Sistema Eléctrico y presidente de la Oficina de Compensaciones de la Energía Eléctrica (1983-1988), así como ponente español ante el Parlamento Europeo sobre la regulación del Sector Eléctrico (1989).
Igualmente, ha desempeñado el puesto de vocal del Comité́ Directivo de UNIPEDE (Asociación Internacional de Empresas Eléctricas), fundador y miembro de EURELECTRIC. (Comité́ de Coordinación de las Empresas Eléctricas de la Unión Europea) (1984-1997), fue nombrado presidente de la Comisión de Seguimiento y Financiación del Programa MIDAS (auspiciado por la CICYT) de investigación en Superconductividad (1988-1995) y consejero de Babcok-Wilcox y de Endesa (1984-88).
En su currículum destacan también los puestos de decano-presidente del Colegio de Economistas de Madrid (1980-83) y director de Planificación, adjunto a la Presidencia de ATEINSA (Antigua fábrica de bienes de equipo de Euskalduna) (1979-1983)
Adicionalmente, Fabra es autor, entre otras publicaciones, del libro “Un mercado para la electricidad. ¿Liberalización o regulación?” (2004)
Es autor de numerosos artículos en publicaciones especializadas y generales, dictado numerosas conferencias y dirigido numerosos seminarios sobre regulación del sector eléctrico en las Universidades Complutense de Madrid, en la Universidad de Barcelona y en la Universidad Internacional de Santander, entre otras. 
En diciembre de 2017 fue nombrado consejero del Consejo de Seguridad Nuclear (CSN), en sustitución de la consejera Cristina Narbona. 

## Trayectoria profesional
- 1983 - 1988: Delegado del Gobierno en la Explotación del Sistema Eléctrico.[1]
- 1984 - 1988: Consejero de Babcock y Wilcox y Endesa.
- 1988 - 1997: Presidente de Red Eléctrica de España S.A. (REE)
- 2005 - 2011: Consejero de la Comisión Nacional de Energía.
- 2017 - 2019: Consejero del Consejo de Seguridad Nuclear

Es autor del libro "Un mercado para la electricidad ¿Liberalización o regulación?" Editorial Marcial Pons 2004. A lo largo de su trayectoria ha publicado diversos artículos relacionados con el sector energético y la economía en revistas especializadas y en diarios generalistas españoles.
En la actualidad es Presidente de la Junta Directiva de Economistas Frente a la Crisis -asociación de la que fue cofundador